# Crespières
Crespières là một xã thuộc tỉnh Yvelines, trong vùng Île-de-France, Pháp, có cự ly khoảng 17 km về phía tây của Saint-Germain-en-Laye.

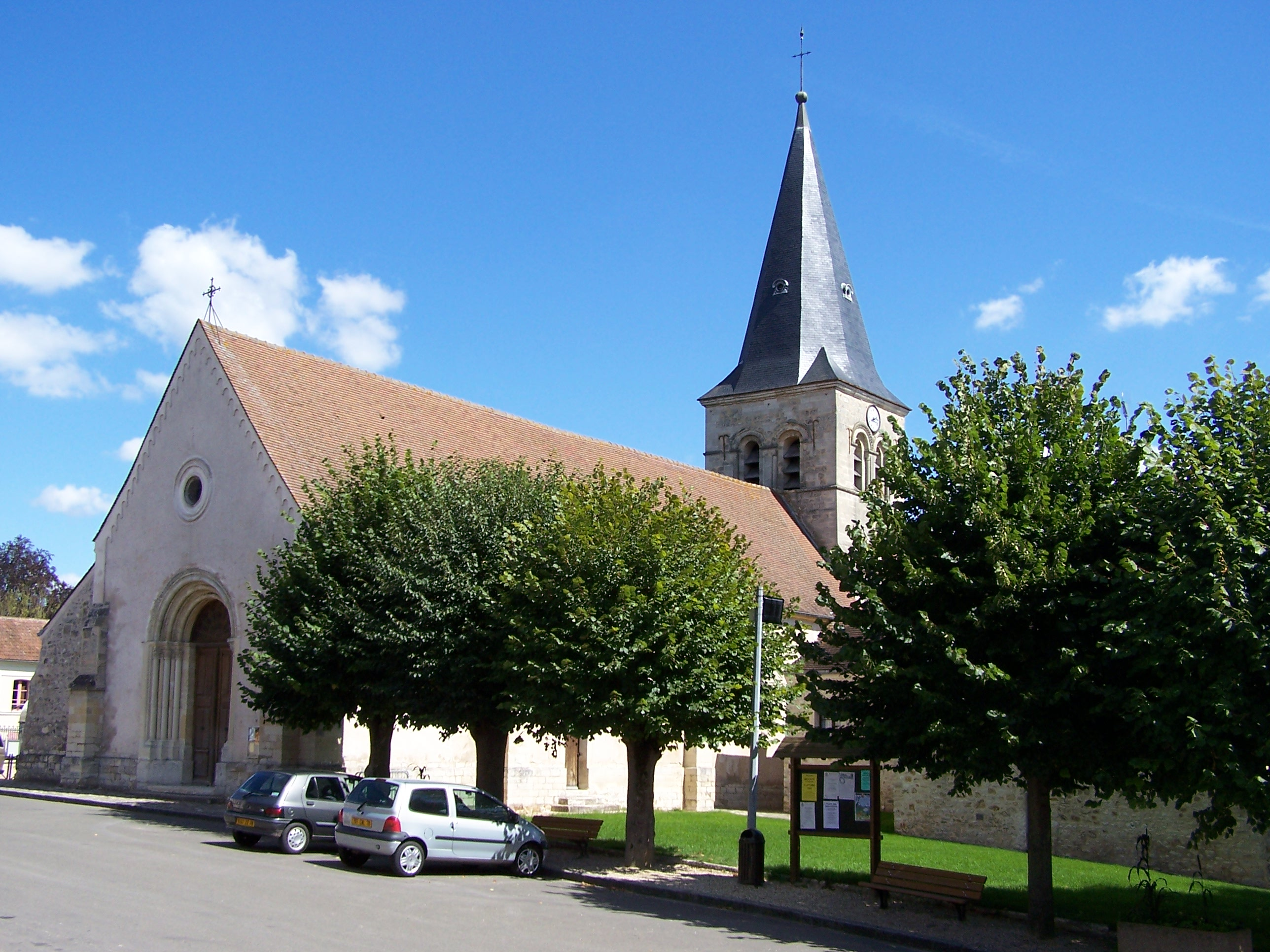
Nhà thờ Saint-Martin

Các xã giáp ranh:Orgeval về phía đông bắc, Feucherolles về phía đông, Davron về phía đông nam, Thiverval-Grignon về phía nam, Beynes về phía tây nam, de Mareil-sur-Mauldre về phía tây, Herbeville về phía tây bắc và Alluets-le-Roi về phía bắc.